# Croton revolutus
Croton revolutus är en törelväxtart som först beskrevs av Brother Alain, och fick sitt nu gällande namn av B.W.van Ee och Paul Edward Berry. Croton revolutus ingår i släktet Croton och familjen törelväxter. Inga underarter finns listade i Catalogue of Life.